# 西藏层腹菌
西藏层腹菌（学名：Hymenogaster xizangensis）是属于伞菌目层腹菌科层腹菌属的一种担子菌。该种分布于中国。